# کریوروس
کریوروس (روسی: КриоРус) شرکت فناوری اطلاعات روسی است، که در سال ۲۰۰۶ توسط دانیلا مدودف تأسیس شد.